# Airspeed

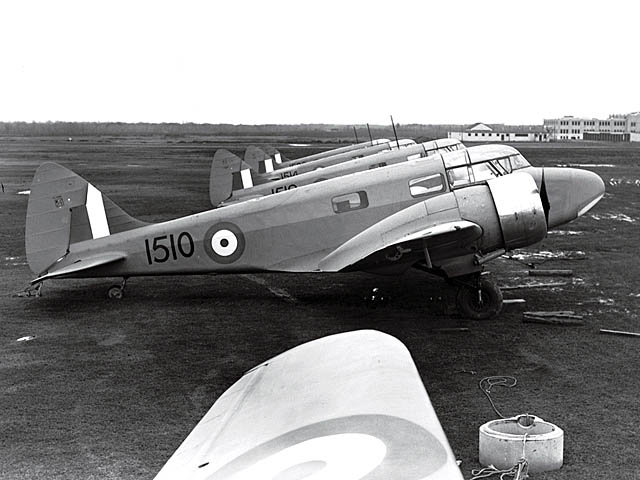
Airspeed Oxford

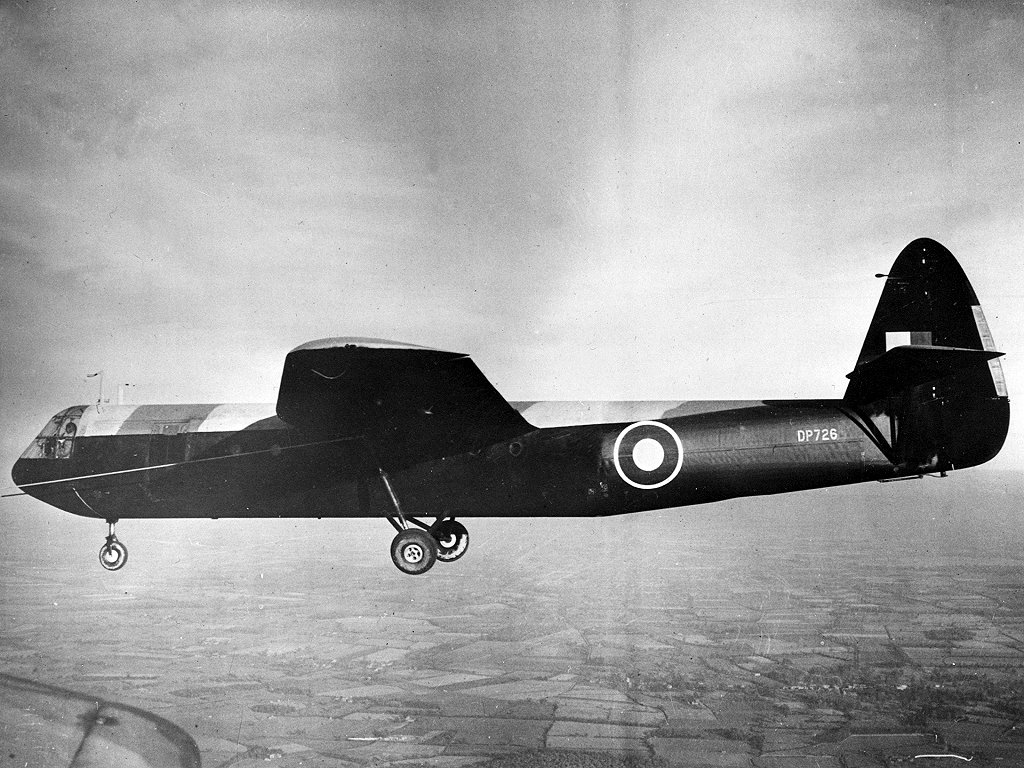
Airspeed Horsa

Das Unternehmen Airspeed Ltd. war ein britischer Flugzeughersteller, der 1931 von Nevil Shute Norway und Hessel Tiltman in York gegründet wurde. 
Nachdem zunächst einige Doppeldeckertypen hergestellt wurden, konzentrierte man sich dann auf die Herstellung moderner Eindecker. Im Jahr 1933 wurden neue Produktionsräume in Portsmouth bezogen. Im Jahr 1934 wurde das Unternehmen Teil der Swan, Hunter & Wigham Richardson-Werft.
Den größten wirtschaftlichen Erfolg errang man während des Zweiten Weltkriegs mit der AS 10 Oxford, von der etwa 8.500 Maschinen hergestellt wurden. Ebenso bekannt wurde das Unternehmen durch die Lieferung von Lastenseglern, den Typen AS 51 Horsa und AS 58 Horsa II, die auf eine Stückzahl von etwa 3.500 kamen.
Im Juni 1940 übernahm de Havilland die Anteile Swan Hunters an Airspeed. Nach dem Krieg begann man, die AS 10 Oxford an den zivilen Markt anzupassen, woraus die AS 65 Consul entstand. Mit der neuen AS 57 Ambassador wurde vergeblich versucht, wieder im zivilen Markt Fuß zu fassen. Im Jahr 1948 wurden auch die Vorzugsaktien von de Havilland übernommen, und im Juni 1951 übernahm de Havilland das Unternehmen vollständig, das damit zu einem Teil de Havillands wurde.